# Покрајина Маркази
Покрајина Маркази (перс. استان مرکزی‎, Ostān-e Markazi) је једна од покрајина Ирана, од 31 иранске покрајине. Налази се у средишњем дијелу земље, а граничи се са Казвинском и Алборшком покрајином са сјевера, Техеранском и Комском покрајином на истоку, Исфаханском покрајином и Лорестаном са југа и Хамаданском покрајином на западу. Покрајина Маркази се простире на 29,127 км², а према попису становништва из 2011. године у покрајини је живјело 1.413.959 становника. Сједиште Марказија је у граду Араку.

## Окрузи
- Арачки округ
- Аштијански округ
- Делиџански округ
- Фарахански округ
- Хомеински округ
- Хондапски округ
- Комиџански округ
- Махалатски округ
- Савски округ
- Шазандски округ
- Тафрешки округ
- Зарандијски округ[2]